# Джирлдс, Кэти
Кэтрин Энн «Кэти» Джирлдс (англ. Kathryn Ann "Katie" Gearlds; род. 26 октября 1984 года в Бич-Гров, Индиана) — американская профессиональная баскетболистка, выступавшая в женской национальной баскетбольной ассоциации. Она была выбрана на драфте ВНБА 2007 года в первом раунде под общим седьмым номером клубом «Сиэтл Шторм». Играла на позиции лёгкого форварда и атакующего защитника. По окончания игровой карьеры возглавила тренерский штаб студенческой команды «Мэриан Найтс», которым руководит и в настоящее время.

## Ранние годы
Кэти родилась 26 октября 1984 года в городе Бич-Гров (Индиана) в семье Тони и Шэрон Джирлдс, у неё есть младший брат, Ти Джей, и две старшие сестры, Шон и Эми, училась там же в одноимённой средней школе, в которой выступала за местную баскетбольную команду.